# Kongoussi
Kongoussi è un dipartimento del Burkina Faso classificato come città, capoluogo della Provincia di Bam, facente parte della Regione del Centro-Nord.
Il dipartimento si compone del capoluogo e di altri 55 villaggi: Badinogo nº 1, Badinogo nº 2, Birou, Boalin, Bogonam, Bogonam-Foulbé, Daribiti nº 1, Daribiti nº 2, Darigma, Dinguilga, Gonsé, Imieré, Kiella, Kondibito, Kora, Kora-Foulbé, Kougrisséogo, Kouka, Koumbango, Kourpellé, Loagha, Loagha-Foulbé, Lourgou, Mogodin, Nakindougou, Niénéga-Foulbé, Niénéga-Mossi, Nongsom, Nongsom-Foulbé, Rambo-Wottionma, Ranga, Rissiam, Sakou, Sakou-Foulbé, Sam, Sandouré, Sankondé, Sargo, Senopoguian, Senorsingué, Sorgho-Yargo, Tamponga, Tangaye, Tanguiema, Temnaoré, Temnaoré-Foulbé, Touka, Woussé, Yalga, Yalgo, Yalka, Yougounini, Zingguima, Zoura e Zoura-Foulbé.